# Камни на шанец
«Камни на шанец» (польск. Kamienie na Szaniec) — польская военная драма 2014 года, снятая режиссёром Робертом Глиньским по мотивам одноимённой повести Александра Каминского об участниках Варшавского восстания.
Съемочный период длился с 4 августа по 3 октября 2013. Премьера состоялась 7 марта 2014.

## Сюжет
Несколько молодых людей, участников скаутского движения, оказываются в самой гуще событий Варшавского восстания в 1944 году во времена нацистской оккупации. Они входят в состав отряда «Серые шеренги», сформированного армией Крайовой, которому предстоит совершить несколько диверсий против оккупантов.

## В ролях
| Актёр              | Роль                                    |
| ------------------ | --------------------------------------- |
| Томас Зентек       | Ян Бытнар / «Рыжий»                     |
| Марсель Сабат      | Тадеуш Завадский                        |
| Данута Стенка      | мать «Рыжего» Здзислава Бытнарова       |
| Артур Жмиевский    | отец «Рыжего» Станислав Бытнар          |
| Анджей Хыра        | капитан Ян Войцех Киверский             |
| Магдалена Колесник | девушка «Рыжего» Марина Тшчинская       |
| Кшиштоф Глобиш     | отец Тадеуша Юзеф Завадский             |
| Филип Плавяк       | капрал Зыгмунт Качиньский / «Весельчак» |
| Ольгерд Лукашевич  | доктор Анджей Трояновский               |
| Матеуш Венцлавек   | жандарм, убивший Тадеуша Завадского     |

## Съёмки
Часть съёмок, в том числе сцена нападения повстанцев на грузовик гестапо, конвоирующий заключённых, проходила в Люблине.